# Petit-Château (Bruxelles)
Pour les articles homonymes, voir Petit-Château.
 (octobre 2016).
 (mars 2021).

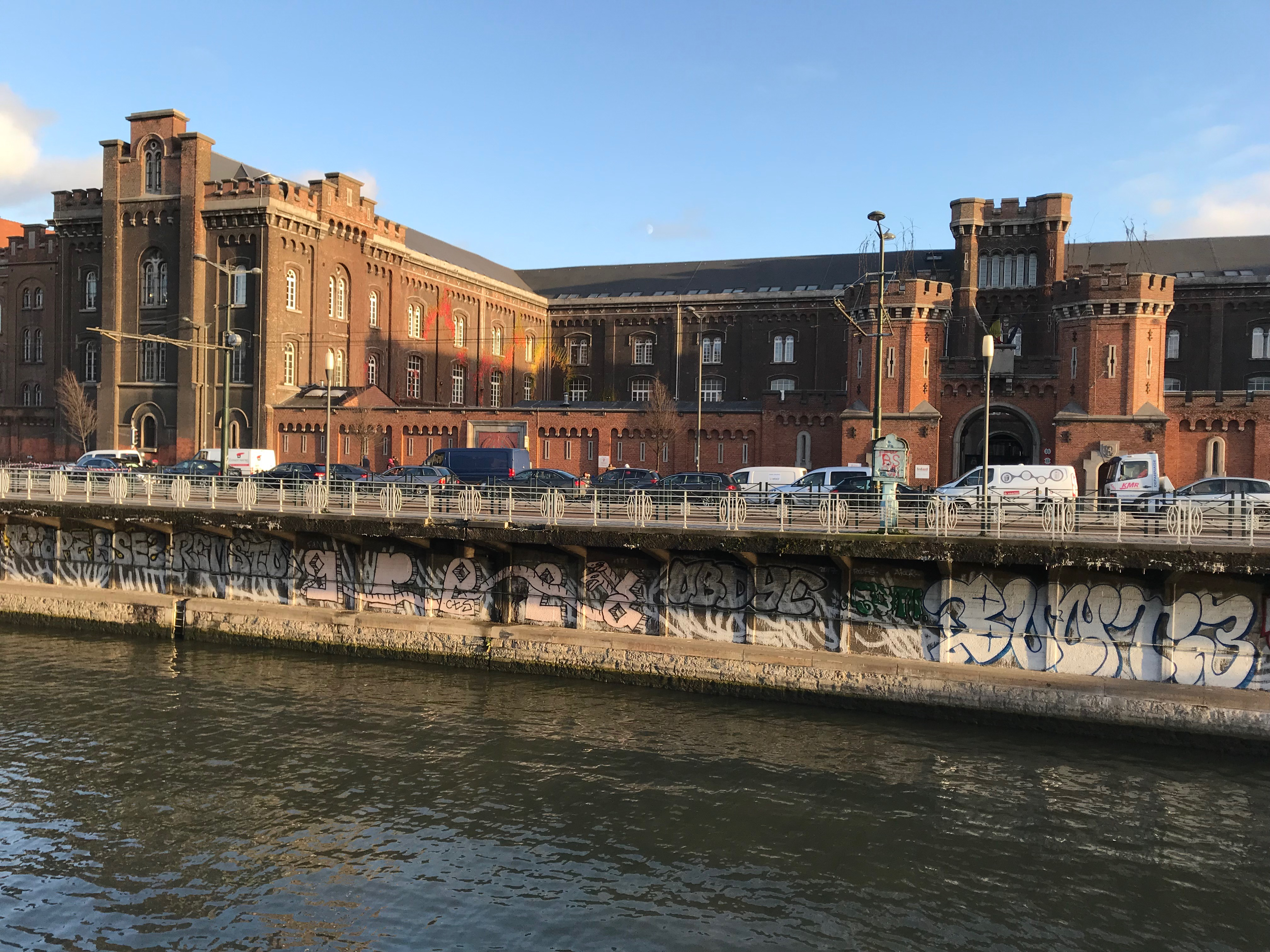
Le Petit-Château

Le Petit-Château (en néerlandais : Klein Kasteeltje) est une ancienne caserne militaire située à Bruxelles, au bord du canal maritime de Bruxelles à l’Escaut. Après de nombreuses et diverses affectations, elle est aujourd’hui le plus grand centre d’accueil pour demandeurs d’asile en Belgique. Le centre est géré par Fedasil depuis 1986, il offre un logement à 800 demandeurs d’asile et à une quarantaine de mineurs non accompagnés.
Son architecture, considérée comme originale, est assimilée à celle d'un petit château. Bien qu'elle ait subi des modifications, son aspect général est intact.

## Situation géographique
Le Petit-Château de Bruxelles se situe en Belgique et est se trouve au bord du canal maritime de l’Escaut. Il se situe au numéro 27 du Boulevard du Neuvième de Ligne.
Pour y accéder, on peut emprunter les lignes de bus De Lijn 212, 213, 214, 243, 271 et 351 ; et celles de la STIB 46, 57 et 58. Il est également possible d’y arriver en prenant le train, ou encore les lignes 1 et 5 du métro bruxellois.
Ce bâtiment se situe dans le Quartier des Quais, l’ancien port de Bruxelles jusqu’au milieu du XIXe siècle. Dans les années 1920, un nouveau port a été créé en dehors du « Pentagone » de Bruxelles. Simultanément, le canal de Willebroeck, anciennement le canal maritime Bruxelles-Rupel a été creusé.
Aujourd’hui, on retrouve dans ce quartier de nombreuses maisons bourgeoises qui appartenaient autrefois aux riches marchands. La Place Sainte-Catherine et « le Marché aux poissons» continuent à recevoir dans leurs divers établissements.

## Construction
Avant la construction du Petit-Château se trouvait là une demeure aux énormes jardins, possédée par des familles patriciennes. C’est le gouverneur autrichien qui l’acheta aux Ansillon en 1775, à des fins militaires.
Les plans de cet édifice ont été imaginés par le capitaine Matthieu-Bernard Meyers (1811-1877). Il a été bâti en 1852 en style néo-Tudor. Sa vocation de caserne militaire font du Petit Château un lieu adapté aux besoins de l’armée.
Sa construction est assez simple puisqu’il est en forme de U. Il est constitué d’une cour entourée de bâtiments formant un quadrilatère, et comprenant des espaces destinés aux activités de l’armée. Comme on peut l’observer, ce style d’édifice se trouve à mi-chemin entre château fort et prison. Pour soutenir les fondations du monument, 2000 pieux ont été plantés.
Matthieu-Bernard Meyers était en concurrence avec des architectes reconnus tel que Louis Spaak, mais cet « inconnu » a été choisi pour son projet jugé ambitieux. Finalement, l'apparence comptait peu. Ce qui importait, c'était d'imposer une présence militaire dans la ville de Bruxelles.

## Évolution

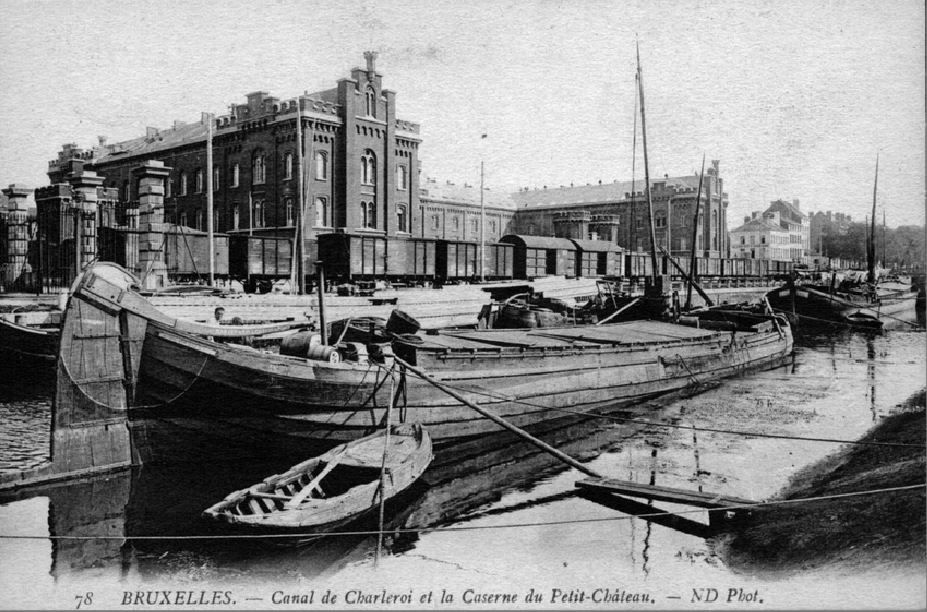
Le Canal de Charleroi et la Caserne du Petit-Château, début du XXe siècle.

Le bâtiment du Petit-Château a eu différentes affectations au fil du temps. D’abord utilisé pour des besoins militaires, il est devenu une prison puis un centre de recrutement, et enfin un centre d’accueil pour demandeurs d'asile.
Les Carabiniers s’y étaient installés jusqu’en 1854. Partis pour un autre bâtiment, une nouvelle caserne d'infanterie, ils laissent la place aux fusiliers. D'abord considéré comme un lieu prestigieux, son manque de modernité et d'adéquation se fait sentir. C'est d'ailleurs, à chaque fois, pour ces raisons que les occupants quittent les lieux.
Considéré comme trop vétuste, il est devenu une prison pour inciviques. Il a gardé ce statut jusqu’en 1951.
Après la Seconde Guerre mondiale, le Petit-Château a servi de prison temporaire pour les immigrants italiens refusant de descendre dans les mines de charbon, en attendant leur renvoi en Italie.
De 1951 à 1986, l’armée l’a utilisé comme centre de recrutement.
En 1986, il devient un centre d’accueil pour candidats réfugiés (fourniture des aides de base : nourriture, vêtements et un logement décent). Des informations sur la procédure qui concerne la protection internationale y sont délivrées. Il y a  aussi un accès aux soins médicaux. Il est devenu depuis 2018, le seul point d'entrée pour les demandeurs d'asile, l'Office des étrangers et Fedasil ayant établi leurs bureaux dans l'édifice.
Ainsi, premièrement utilisé à des fins militaires, il est désormais utilisé à des fins sociales.

## Architecture
Dans les années 1830, le besoin de construire des bâtiments strictement destinés à une utilisation militaire surgit avec le développement de l’armée.
Afin d’accueillir au mieux les carabiniers, le projet audacieux du capitaine Mathieu-Bernard Meyers est choisi. Le style se démarque largement des autres édifices construits auparavant, apportant ainsi son lot de critiques et de congratulations. L’urgence et la nécessité d’édifices spécifiques, ou autrement dit, casernes, a fait taire les débats et a pu permettre au bâtiment d’être construit.
Il est assimilé au style néo-Tudor, un genre de gothique tardif en Angleterre. Le nom « Petit -Château » qui lui a été attribué est dû, tout à fait logiquement, à son aspect de château. Ce bâtiment est considéré comme une innovation dans la conception des édifices publics à cause notamment de ses « pigeons à redents » et ses « jeux de briques ».
Sa structure interne a changé avec les diverses modifications d'utilisations que l’édifice a subies.
En ce qui concerne les changements apportés pour convenir à sa dernière fonction, c’est-à-dire centre d’accueil pour les candidats réfugiés, ils sont externes et internes: une zone supplémentaire et séparée a dû être créée afin de répondre à certains besoins spécifiques.
Nous noterons que le bâtiment, érigé en 3 niveaux, se constitue de différents blocs. Ces derniers ont également vu leur structure interne modifiée. Ce sont les blocs : A (« zone de détermination du droit à l’accueil »), C (« zone d’enregistrement »), D (« zone d’examen médical ») et G (« zone d’accueil ») qui sont touchés par ses changements.
On peut désormais y retrouver deux entrées[8] :
-         Rue de Passchendaele pour l’enregistrement des demandeurs d’asile
-         Boulevard du Neuvième de Ligne pour ceux qui y séjournent.

## Actualités
En 1986, la caserne est devenue un centre d’accueil pour les candidats réfugiés. Il peut accueillir environ 800 demandeurs et est géré par Fedasil.
Cependant, depuis quelques années, l’adéquation des lieux à cette dernière utilisation est remise en question.
En 2017, il était question de vendre le bâtiment. Délabrement, surpopulation, voilà quelques problèmes auxquels la ville voulait et devait répondre. La solution semblait être l’Hôpital Militaire Reine Astrid, mais elle n’a pas été approuvée par la ville de Bruxelles qui estimait cette dernière inapte et irrespectueuse envers sa population. En effet, plusieurs structures affectaient déjà le quotidien des riverains. C'est donc, tout naturellement, que la proposition du Gouvernement fédéral a été refusée.
En février 2020, le ministre-président bruxellois Rudi Vervoort parlait de l’éventualité de transformer le Petit Château en musée de l’Immigration. Piste, qui pour l’instant, reste la plus probable.Le musée de l'Immigration se trouve actuellement à Molenbeek et a ouvert ses portes récemment.
Quoi qu’il en soit, le secrétaire d’État à l’Asile et la Migration, Sammy Mahdi, a confirmé, au nom du Gouvernement fédéral , la volonté de fermer le centre d’accueil. Il a également confirmé l’inadéquation du lieu aux fins actuelles.
La crise sanitaire de la Covid-19 a également laissé sa marque sur la structure. Le centre a dû fermer mais a rouvert en avril 2020. Cela a inquiété ses travailleurs car les mesures de sécurité n’étaient pas appliquées.
Dans l’attente d’une solution, le centre reste actif. Il essaye d'ailleurs de se renouveler dans son fonctionnement et dans ses activités. Il propose des activités culturelles mais aussi sportives. La générosité envers le centre, par le don de jouets et vêtements par exemple, a été très importante en 2020. À tel point qu'ils ont répondu à tous leurs besoins pour cette année. Il y a également une volonté d'associer les riverains et les quartiers aux activités du centre.